# キャンディーズ 1 1/2〜やさしい悪魔〜
『キャンディーズ1+1⁄2〜やさしい悪魔〜』（キャンディーズ 1と2ぶんの1〜やさしいあくま〜）は、1977年4月21日にリリースされた、キャンディーズ8枚目のアルバムである。

## 内容
- LP帯コピー：拓郎、ビートルズからラン・スー・ミキまで 話題の特別企画
- 表題曲「やさしい悪魔」（1977.3.1）と「哀愁のシンフォニー」（1976.11.21）の2枚のシングル、洋楽のカバー、メンバーが作詞・作曲に挑戦した楽曲と、バラエティに富んだ内容である。
- LPは（CD-DA化された際も）2枚組であるが、4面目に曲は収録されておらず、盤にメンバーの直筆サインが刻印されている。タイトルの「1+1⁄2」=1枚半がこの辺である。
- 2008年9月3日にリリースされたCD-BOX『キャンディーズ・タイムカプセル』に収納された紙ジャケット盤には、ボーナス・トラックが多数収録されている。詳しくは当該項目を参照。

## 曲目

### LP
- 全編曲：馬飼野康二（特記以外）

#### Side-A
1. やさしい悪魔
  - 作詞：喜多條忠、作曲：吉田拓郎
  - 13thシングル。
2. 20才の頃
  - 作詞：竜真知子、作曲：宮本光雄、編曲：船山基紀
3. 哀愁のシンフォニー
  - 作詞：なかにし礼、作曲：三木たかし
  - 12thシングル。
4. 坂道のある風景
  - 作詞：竜真知子、作曲・編曲：穂口雄右
5. パステルカラーの水曜日
  - 作詞：竜真知子、作曲・編曲：穂口雄右
6. あなたのイエスタデイ
  - 作詞：喜多條忠、作曲：吉田拓郎
  - 13thシングル「やさしい悪魔」のB面曲。

#### Side-B
1. HERE, THERE AND EVERYWHERE
  - 作詞・作曲：Lennon-McCartney
  - オリジナル歌唱：The Beatles
2. BREAKING UP IS HARD TO DO
  - 作詞：Howard Greenfield、作曲：Neil Sedaka
  - オリジナル歌唱：Neil Sedaka, The Carpenters, etc.
3. JOLENE
  - 作詞・作曲：Dollie Parton
  - オリジナル歌唱：Dollie Parton, Olivia Newton-John
4. LOVE IS BLIND
  - 作詞・作曲・オリジナル歌唱：Janis Ian
5. TAKE ME HOME, COUNTRY ROADS
  - 作詞・作曲：John Denver、Bill Danoff、Taffy Nivert
  - オリジナル歌唱：John Denver, Olivia Newton-John
6. ONE BOY
  - 作詞：Charles Strouse、作曲：Lee Adams
  - オリジナル歌唱：Joanie Sommers（ミュージカル "Bye Bye Birdie" より）

#### Side-C
1. 恋がひとつ
  - 作詞・作曲：伊藤蘭
2. LOVE ME LOVE ME
  - 作詞・作曲：田中好子
3. 素敵な魔法使い
  - 作詞・作曲：藤村美樹
4. ミッドナイト・ハイウェイ
  - 作詞・作曲：田中好子
5. 今日から私は
  - 作詞・作曲：伊藤蘭
6. さよならの朝
  - 作詞・作曲：藤村美樹

### CT
Side-A
1. やさしい悪魔
2. 20才の頃
3. 哀愁のシンフォニー
4. 坂道のある風景
5. パステルカラーの水曜日
6. あなたのイエスタデイ
7. HERE, THERE AND EVERYWHERE
8. BREAKING UP IS HARD TO DO
9. JOLENE

Side-B
1. LOVE IS BLIND
2. TAKE ME HOME, COUNTRY ROADS
3. ONE BOY
4. 恋がひとつ
5. LOVE ME LOVE ME
6. 素敵な魔法使い
7. ミッドナイト・ハイウェイ
8. 今日から私は
9. さよならの朝

### キャンディーズ・タイムカプセル盤

#### Disc 1
1. やさしい悪魔
2. 20才の頃
3. 哀愁のシンフォニー
4. 坂道のある風景
5. パステルカラーの水曜日
6. あなたのイエスタデイ
7. HERE, THERE AND EVERYWHERE
8. BREAKING UP IS HARD TO DO
9. JOLENE
10. LOVE IS BLIND
11. TAKE ME HOME, COUNTRY ROADS
12. ONE BOY

#### Disc 2
1. 恋がひとつ
2. LOVE ME LOVE ME
3. 素敵な魔法使い
4. ミッドナイト・ハイウェイ
5. 今日から私は
6. さよならの朝
7. 別れても愛して（ボーナス・トラック）
  - 作詞：なかにし礼、作曲・編曲：三木たかし
  - 12thシングル「哀愁のシンフォニー」のB面曲。
8. やさしい悪魔（初期プレス・ミックス・ヴァージョン）（ボーナス・トラック、初CD化）
  - イントロの靴音を模したパーカッションが異なる通称「木魚バージョン」。
9. 哀愁のシンフォニー（オリジナル・カラオケ／メロディー&コーラス入り）（ボーナス・トラック、初CD化）
10. 哀愁のシンフォニー（オリジナル・カラオケ／コーラス入り）（ボーナス・トラック）
11. 哀愁のシンフォニー（オリジナル・カラオケ／純カラオケ）（ボーナス・トラック、初CD化）
12. やさしい悪魔（オリジナル・カラオケ／メロディー&コーラス入り）（ボーナス・トラック、初CD化）
13. やさしい悪魔（オリジナル・カラオケ／コーラス入り）（ボーナス・トラック）
14. みごろ!たべごろ!笑いごろ!のテーマ（MONO音源、ボーナス・トラック）
  - 作詞：?、作曲・編曲：渡辺茂樹
15. MY SWEET DEVIL -やさしい悪魔-（『CANDIES BEATS』Promotion Version）（ボーナス・トラック、初CD化）